# Sport Club Suzzara 1990-1991
Questa voce raccoglie le informazioni riguardanti lo Sport Club Suzzara nelle competizioni ufficiali della stagione 1990-1991.

## Rosa
| N. |                   | Ruolo | Calciatore         |
| -- | ----------------- | ----- | ------------------ |
|    | Italia (bandiera) | D     | Giulio Andreoli    |
|    | Italia (bandiera) | D     | Giuseppe Colombo   |
|    | Italia (bandiera) | C     | Ugo Coltorti       |
|    | Italia (bandiera) | C     | Mario Crocco       |
|    | Italia (bandiera) | D     | Luca Divina        |
|    | Italia (bandiera) | C     | Matteo Fattori     |
|    | Italia (bandiera) | D     | Michele Favaretto  |
|    | Italia (bandiera) | P     | Valerio Fretta     |
|    | Italia (bandiera) | A     | Alessandro Guiotto |
|    | Italia (bandiera) | C     | Christian Ispani   |

| N. |                   | Ruolo | Calciatore                    |
| -- | ----------------- | ----- | ----------------------------- |
|    | Italia (bandiera) | A     | Giovanni Macera               |
|    | Italia (bandiera) | D     | Mirko Marcolongo              |
|    | Italia (bandiera) | C     | Enrico Mendo                  |
|    | Italia (bandiera) | D     | Marco Mosti                   |
|    | Italia (bandiera) | D     | Marco Nonfarmale              |
|    | Italia (bandiera) | C     | Corrado Ottanelli             |
|    | Italia (bandiera) | D     | Gianmarco Galliano Piacentini |
|    | Italia (bandiera) | C     | Luca Rivetta                  |
|    | Italia (bandiera) | A     | Marco Rossini                 |
|    | Italia (bandiera) | C     | Massimo Spigoni               |